# استین رینز
استین رینز (انگلیسی: Stine Reinås؛ زادهٔ ۱۵ ژوئیهٔ ۱۹۹۴) بازیکن فوتبال اهل نروژ است.
وی همچنین در تیم ملی فوتبال زنان نروژ بازی کرده‌است.